# Seconde campagne d'hiver
Ne doit pas être confondu avec Guerres russo-ukrainiennes.
Guerre d'indépendance ukrainienne
La seconde campagne d'hiver entre novembre et décembre 1921 est une offensive des troupes ukrainiennes dans le contexte de la guerre civile russe. 

## Contexte

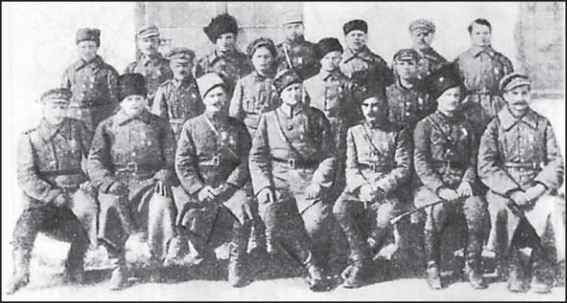
Combattants de 1921.

Les trois troupes ukrainiennes reprennent l'offensive après l'opération Kiev pour tenter d'unifier l'Ukraine.
"Podonie" de quatre cent hommes ; 
"Volonie" du Général Iouriy Tioutiounnyk de huit cents volontaires et 
"Bessarabie" de trois cent cinquante hommes. C'est la dernière action de l'Armée populaire ukrainienne.

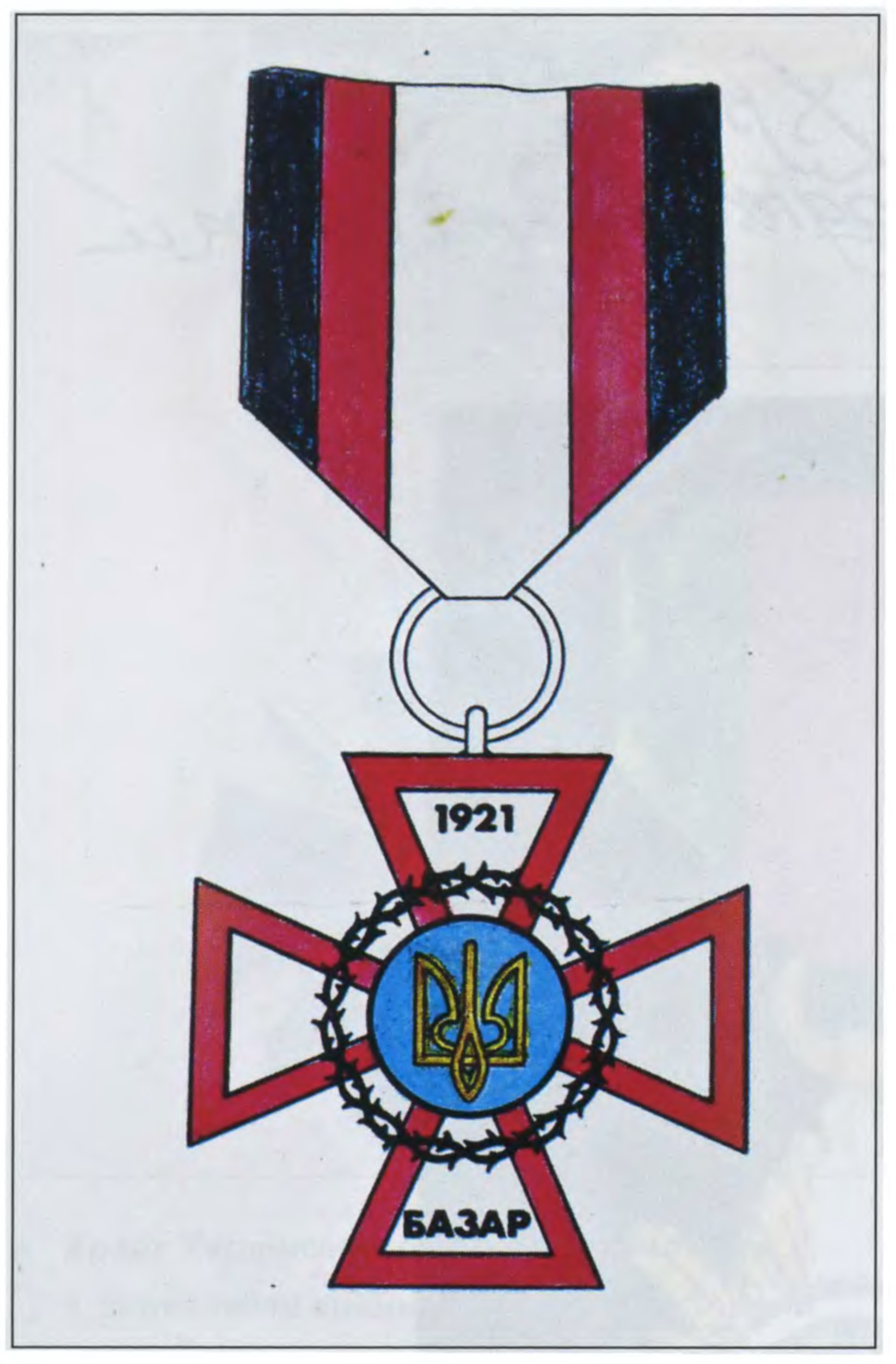
Médaille de l'Ordre de Bazar.